# Opus Dei
 For alternative betydninger, se Opus Dei (flertydig). (Se også artikler, som begynder med Opus Dei)
Prælaturet af Det Hellige Kors og Opus Dei, bedst kendt som Opus Dei (latin, Guds værk), er en romersk-katolsk organisation grundlagt 2. oktober 1928 af den spanske præst Josemaría Escrivá.
Opus Dei har omkring 85.000 medlemmer i 60 lande med hovedkontor i Rom. Organisationen blev gjort til et personalprælatur af pave Johannes Paul II i 1982, som også kanoniserede dens grundlægger 6. oktober 2002. 
Opus Dei består af en prælat, et eget præsteskab og lægfolk, både kvinder og mænd. Medlemmer kan opdeles i to hovedgrupper, de såkaldte numerari som udgør 20 procent og lever i ca. 1700 centre. Disse centre er kønsopdelte, og livet her minder meget om livet i et kloster, bortset fra at beboerne har normale job ude i samfundet om dagen og giver store dele af deres løn til organisationen. Den anden store gruppe, supernumerari, som udgør 70 procent af medlemmerne, lever "normale familieliv", men bruger mindst to timer om dagen til at deltage i den hellige Messe, læse den hellige Skrift og andre åndelige tekster, bede Rosenkransen og tage sig tid til bøn.
Opus Dei er blevet beskyldt for at have en uigennemskuelig organisation efter samme model som de oprindelige frimurerloger med det formål at skaffe den katolske kirke den magt, den havde i middelalderen. Disse beskyldninger fortsætter med at komme. Kurien i Vatikanet har flere gange afvist dem.
Opus Dei er ikke organiseret officielt i Danmark.